# 50. Armee (Japanisches Kaiserreich)
Die 50. Armee (jap. 第50軍, Dai-gojū-gun) war ein Großverband des Kaiserlich Japanischen Heeres, der im letzten Kriegsjahr 1945 aufgestellt und aufgelöst wurde. Ihr Tsūshōgō-Code (militärischer Tarnname) war Genie (俊, Shun).

## Geschichte
Nachdem die Alliierten am 19. Februar 1945 auf der ca. 1000 km vom japanischen Festland gelegenen Insel von Iwojima gelandet waren traf das Daihon’ei (Japanisches Hauptquartier) eiligst Vorbereitungen für die bevorstehende Landung der US Army, die von diesen Operation Downfall genannt wurde. Zu diesem Zweck wurden allein im Jahr 1945 mehrere Armeen mit über 80 Divisionen neu ausgehoben. Am 19. Juni 1945 wurde die 50. Armee unter dem Kommando von Generalleutnant Hoshino Toshimoto aufgestellt und der 11. Regionalarmee unterstellt. Sie bestand aus der 157. und 308. Division. Des Weiteren unterstand der Armee die 95. Selbstständige Gemischte Brigade. Bei den Infanterie-Einheiten handelte es sich um kurz zuvor aufgestellte Divisionen aus eiligst ausgehobenen Rekruten, unter ihnen viele Studenten. Aus Mangel an Gewehren wurden viele der Rekruten mit Bambusspeeren ausgerüstet. 
Das Operationsgebiet der 50. Armee war die Präfektur Aomori der Nordostküste der Region Tōhoku mit Hauptquartier in Aomori.
Ohne in Kampfhandlungen verwickelt worden zu sein wurde die 50. Armee am Kriegsende im August 1945 aufgelöst.

## Armeeführung
|                  | Name                              | Von           | Bis              |
| ---------------- | --------------------------------- | ------------- | ---------------- |
| Oberbefehlshaber | Generalleutnant Hoshino Toshimoto | 10. Juni 1945 | 15. August 1945  |
| Stabschef        | Generalmajor Ōta Kinhide          | 1. Juni 1945  | 1. November 1945 |

## Untergeordnete Einheiten
Gliederung der 50. Armee wie folgt (Stand April 1945):
- 50. Armee-Stab
- 157. Division
- 308. Division
- 95. Selbstständige Gemischte Brigade
- Weitere kleinere Einheiten